# Roger Johnson
Roger Johnson (ur. 28 kwietnia 1983 w Ashford) – angielski piłkarz występujący na pozycji środkowego obrońcy.

## Kariera

### Wycombe Wanderers
W 1998 roku Johnson trafił z Portsmouth do Wycombe Wanderers. Wcześniej występował także w Bournemouth. Po kilku sezonach gry w zespołach młodzieżowych, zadebiutował w pierwszym zespole w ostatnim meczu sezonu 1999/2000 z Cambridge United. W czasie tego występu miał 17 lat i osiem dni i stał się zarazem najmłodszym zawodnikiem Wycombe Wanderers, który kiedykolwiek zagrał w meczu the Football League. Był to jego jedyny występ w tamtym sezonie. W kolejnym także wystąpił jeden raz, zastępując 6 marca 2001 roku w 59. minucie meczu z Reading (1:1) Stewarta Castledine’a. 4 lipca tego samego roku Johnson podpisał zawodowy kontrakt z Wycombe Wanderers.
W sezonie 2001/2002 Johnson występował już częściej w pierwszym zespole. Był to także jego ostatni rok gry w drużynach młodzieżowych. 26 stycznia 2002 roku w wygranym 3:0 spotkaniu Football League One z Notts County zdobył swoją pierwszą bramkę w zawodowej karierze. W lutowym spotkaniu z Bournemouth doznał kontuzji, która wykluczyła go z gry do końca sezonu. Rozgrywki zakończył z dziewięcioma występami, w tym ośmioma od pierwszej minuty i siedmioma w lidze.
W sezonie 2002/2003 Johnson rozegrał 35 spotkań i zdobył trzy gole. Ponadto był kapitanem zespołu w kwietniowym meczu ze Stockport County. W listopadzie 2003 roku trenerem klubu został Tony Adams. Od tego czasu Johnson nie miał już pewnego miejsca w składzie i stracił opaskę kapitańską. Rozgrywał spotkania na pozycji lewego obrońcy, a także środkowego napastnika, mimo iż Johnson jest środkowym obrońcą. Według Adamsa miał on z nim wówczas problemy wychowawcze i dlatego występował rzadziej. W sezonie 2003/2004 Johnson rozegrał 36 spotkań, w tym 28 w lidze oraz zdobył trzy gole. Został także wybrany przez kibiców najlepszym piłkarzem zespołu. Jego klub zajął ostatnie miejsce w Football League One i spadł do Football League Two.
W listopadzie 2004 roku Adams opuścił Wycombe. Jego miejsce zajął John Gorman. Pod wodzą nowego trenera Johnson częściej występował w drużynie i był także kapitanem zespołu. 2 stycznia 2005 roku po długich negocjacjach przedłużył kontrakt z klubem do czerwca 2007 roku. W sezonie 2004/2005 rozegrał 48 spotkań we wszystkich rozgrywkach i strzelił siedem goli.
W czerwcu 2006 roku Swansea City złożyła ofertę kupna Johnsona za 100 tysięcy funtów, którą odrzucono. Sezon 2005/2006 zakończył z 53 występami oraz ośmioma bramkami we wszystkich rozgrywkach. Został również wybrany do najlepszej jedenastki sezonu w League Two.

### Cardiff City
4 lipca 2006 roku Johnson za 275 tysięcy funtów przeszedł do Cardiff City po rozegraniu 183 spotkań dla Wycombe Wanderers. Stał się szóstym zawodnikiem, który trafił do tego zespołu w letnim okienku transferowym. W nowym klubie zadebiutował 5 sierpnia w meczu Football League Championship z Barnsley. 23 lutego 2007 roku w wygranym 4:1 spotkaniu z Preston North End zdobył swoją pierwszą bramkę w Cardiff City. Sezon 2006/2007 zakończył z 33 występami i dwoma bramkami.
W sezonie 2007/2008 Johnson wystąpił w 53 meczach oraz zdobył siedem goli. Został także wybrany najlepszym zawodnikiem roku w Cardiff City oraz dotarł ze swoim klubem do finału Pucharu Anglii. Cardiff City przegrało 0:1 z Portsmouth, a Johnson zagrał przez cały mecz. W sezonie 2007/2008 został także wybrany najlepszym piłkarzem Cardiff City.
Latem 2008 roku oferty kupna Johnsona złożyły Ipswich Town oraz Stoke City. Obydwie odrzucono. 11 kwietnia 2009 roku w meczu z Crystal Palace został uderzony łokciem przez Claudego Davisa. Po tym zdarzeniu miał trudności z oddychaniem i przez dwa dni przebywał w szpitalu, a Davis otrzymał trzymeczowe zawieszenie. W kwietniu Johnson został wybrany przez kibiców najlepszym piłkarzem sezonu 2008/2009 w klubie oraz znalazł się w najlepszym składzie sezonu Football League Championship. Sezon zakończył z 51 występami we wszystkich rozgrywkach i pięcioma bramkami.

### Birmingham City
25 czerwca 2009 roku Johnson podpisał trzyletni kontrakt z Birmingham City. Kwota transferu wyniosła pięć milionów funtów. Birmingham City pobił zarazem swój rekord transferowy w kwocie wydanych pieniędzy na obrońcę. W nowym klubie zadebiutował 16 sierpnia tego samego roku przegranym meczu Premier League z Manchesterem United. W sezonie 2009/2010 rozegrał 43 spotkania we wszystkich rozgrywkach, w tym 38 w lidze oraz nie zdobył żadnego gola.

### Wolverhampton Wanderers
13 lipca 2011 roku podpisał czteroletni kontrakt z Wolverhampton Wanderers.

### West Ham United
W tym klubie znalazł się w styczniu 2014 roku.

## Styl gry
Johnson jest środkowym obrońcą, który dobrze gra głową. Dzięki temu jest niebezpieczny przy stałych fragmentach gry. Mimo to w swojej karierze występował także jako lewy obrońca, a także środkowy napastnik.

## Życie prywatne
Johnson w dzieciństwie był kibicem Chelsea i posiadał karnet na mecze tego zespołu. Jego dwaj starsi bracia – Stuart i Richard – również sympatyzowali z tym klubem. Gdy miał 12 lat, jego rodzina przeprowadziła się do Bournemouth.
1 czerwca 2007 roku ożenił się z Mellisą (z domu Baxter). Ma z nią córkę Brooke.

## Statystyki
Stan na 31 marca 2014
| Klub                       | Sezon     | Liga    | Liga | Puchar Anglii | Puchar Anglii | Puchar Ligi | Puchar Ligi | Inne    | Inne | Łącznie | Łącznie |
| Klub                       | Sezon     | Występy | Gole | Występy       | Gole          | Występy     | Gole        | Występy | Gole | Występy | Gole    |
| -------------------------- | --------- | ------- | ---- | ------------- | ------------- | ----------- | ----------- | ------- | ---- | ------- | ------- |
| Wycombe Wanderers          | 1999/2000 | 1       | 0    | 0             | 0             | 0           | 0           | 0       | 0    | 1       | 0       |
| Wycombe Wanderers          | 2000/2001 | 1       | 0    | 0             | 0             | 0           | 0           | 0       | 0    | 1       | 0       |
| Wycombe Wanderers          | 2001/2002 | 7       | 1    | 0             | 0             | 0           | 0           | 2       | 0    | 9       | 1       |
| Wycombe Wanderers          | 2002/2003 | 33      | 3    | 0             | 0             | 1           | 0           | 1       | 0    | 35      | 3       |
| Wycombe Wanderers          | 2003/2004 | 28      | 2    | 3             | 0             | 2           | 0           | 3       | 1    | 36      | 3       |
| Wycombe Wanderers          | 2004/2005 | 42      | 6    | 2             | 1             | 1           | 0           | 3       | 0    | 48      | 7       |
| Wycombe Wanderers          | 2005/2006 | 45      | 7    | 1             | 0             | 2           | 1           | 5       | 0    | 53      | 8       |
| Wycombe Wanderers          | Łącznie   | 157     | 19   | 6             | 1             | 6           | 1           | 14      | 1    | 183     | 22      |
| Cardiff City               | 2006/2007 | 32      | 2    | 0             | 0             | 1           | 0           | ––      | ––   | 33      | 2       |
| Cardiff City               | 2007/2008 | 42      | 5    | 6             | 1             | 4           | 1           | ––      | ––   | 52      | 7       |
| Cardiff City               | 2008/2009 | 45      | 5    | 3             | 0             | 3           | 0           | ––      | ––   | 51      | 5       |
| Cardiff City               | Łącznie   | 119     | 12   | 9             | 1             | 8           | 1           | ––      | ––   | 136     | 14      |
| Wolverhampton Wanderers    | 2009/2010 | 38      | 0    | 5             | 0             | 0           | 0           | ––      | ––   | 43      | 0       |
| Wolverhampton Wanderers    | 2010/2011 | 38      | 0    | 1             | 0             | 6           | 0           | ––      | ––   | 45      | 0       |
| Wolverhampton Wanderers    | Łącznie   | 76      | 0    | 6             | 0             | 6           | 0           | ––      | ––   | 88      | 0       |
| Birmingham City            | 2011/2012 | 27      | 0    | 1             | 0             | 0           | 0           | ––      | ––   | 28      | 0       |
| Birmingham City            | 2012/2013 | 42      | 0    | 1             | 0             | 1           | 0           | ––      | ––   | 44      | 0       |
| Birmingham City            | Łącznie   | 69      | 0    | 2             | 0             | 1           | 0           | ––      | ––   | 72      | 0       |
| Sheffield Wednesday (wyp.) | 2013/2014 | 17      | 0    | 0             | 0             | 0           | 0           | ––      | ––   | 17      | 0       |
| West Ham United (wyp.)     | 2013/2014 | 4       | 0    | 0             | 0             | 0           | 0           | ––      | ––   | 4       | 0       |
| Łącznie                    | Łącznie   | 442     | 31   | 23            | 2             | 21          | 2           | 14      | 1    | 500     | 26      |

## Sukcesy

### Klubowe
Cardiff City
- Finał Pucharu Anglii: 2007/2008

### Indywidualne
- Skład sezonu Football League Two: 2005/2006
- Skład sezonu Football League Championship: 2008/2009